# Erik Paulson
Erik Paulson (1966) es un luchador y entrenador de artes marciales mixtas estadounidense. Conocido por ser el primer campeón de Shooto no japonés, Paulson es el fundador de la escuela Combat Submission Wrestling.

## Carrera
Erik comenzó su carrera en el mundo de las artes marciales con ocho años, aprendiendo judo. Sin embargo, a pesar de alcanzar un gran nivel en este arte, Paulson decidió abandonarlo cuando se vio envuelto en una pelea callejera y, tratando de realizar una proyección a su agresor, este lo agarró del cabello y le golpeó abundantemente, causando que Paulson tuviera que golpear también para deshacerse de él. Por ello, creyendo que el golpeo era la mejor forma de defensa personal, Paulson se dedicó al taekwondo y al boxeo, y más tarde al karate y al aikido. Tras mudarse a California, Paulson se convirtió en un estudiante de Dan Inosanto y aprendió estilos como el jeet kune do, kali, wing chun y silat.
En 1986, Paulson se enteró de las actividades de la familia Gracie sobre el arte conocido como jiu-jitsu brasileño, y viajó hasta su academia para investigar sobre ello. Erik aprendió los fundamentos de este estilo bajo Rorion y Royce Gracie, así como de los más expertos Rickson Gracie y Rigan Machado. A su retorno a la academia de Inosanto, Paulson se encontró con Yorinaga Nakamura, quien había llegado para enseñar shoot wrestling, y se sometió también a sus enseñanzas. Paulson descubrió en este estilo una mezcla de técnicas más avanzadas de lo que había visto nunca, y cuando Nakamura le enseñó vídeos de Shooto, la compañía de la que provenía, decidió competir en ella. Yorinaga le puso en contacto con su maestro Satoru Sayama, por entonces director de Shooto, y en 1993, Paulson tuvo su primera lucha en Japón, derrotando a Kazuhiro Kusayanagi.
Tras volver a Estados Unidos, y enterarse de que los Gracie pensaban lanzar el llamado Ultimate Fighting Championship, Erik solicitó entrar en el torneo, ávido de mostrar su nuevo estilo de lucha, pero los Gracie se negaron a esto para impedir que su presencia en la competición perjudicara a Royce, que también iba a competir en la UFC. Paulson aceptó esta negativa e incluso acompañó a Royce como asistente en UFC 1, y siguió compitiendo en Shooto por su cuenta.
Más tarde, en 1995, Paulson participó en otro torneo similar a la UFC llamado World Combat Championships, que dividía a sus miembros entre strikers y grapplers a fin de enfrentar a unos y a otros. De nuevo participaba un miembro de la familia Gracie, Renzo, pero esta vez Paulson recibió permiso para competir de parte de Rickson. Desafortunadamente, al entrar en el torneo Paulson fue catalogado como un striker, por lo que tenía prohibido utilizar rendiciones, y esto eliminaba la mejor parte de su arsenal; además, su pelo largo volvía a suponerle un punto débil, ya no podía cortárselo debido a su rol como doble en una película. Estas restricciones le causaron un gran castigo en la primera ronda, donde habría sometido a Sean McCully con un triangle choke en menos de dos minutos si le hubiera estado permitido completar la llave, pero en su lugar tuvo que intercambiar agresivos golpes para ganar. Paulson pudo avanzar a la segunda ronda, donde se enfrentaría al campeón de boxeo James Warring, más pesado y mejor condicionado, y esta vez su punto flaco capilar cobraría unas dimensiones dramáticas: después de un forcejeo igualado, Warring recurrió a agarrar la cabellera de Paulson y le arrastró literalmente de ella por la lona, obligando al equipo de Erik a tirar la toalla. Tras volver a la academia Gracie, Rickson decidió expulsarle sin ninguna explicación y le prohibió volver a entrenar jiu-jitsu brasileño, aunque Paulson acabó entrenándolo de todos modos con los hermanos Machado.
El mismo año, Paulson ganó el Shooto Light Heavyweight Championship ante Kenji Kawaguchi, una lucha titular que le había costado conseguir. A partir de entonces, empezó a trabajar menos como luchador y más como entrenador, permaneciendo en este puesto hasta muchos años después. Actualmente dirige el CSW Training Center de Fullerton, California, donde ha entrenado a nombres como Josh Barnett, Ken Shamrock, Renato Sobral, Cub Swanson y James Wilks. También está afiliado con Sean Sherk y Brock Lesnar de la Minnesota Martial Arts Academy.

## Campeonatos y logros
- Shooto
  - Shooto Light Heavyweight Championship (1 vez)

## Registro en artes marciales mixtas
| Resultado | Récord | Oponente            | Método                             | Evento                             | Fecha                    | Ronda | Tiempo | Localización                                  | Notas                                                |
| --------- | ------ | ------------------- | ---------------------------------- | ---------------------------------- | ------------------------ | ----- | ------ | --------------------------------------------- | ---------------------------------------------------- |
| Victoria  | 11-4-2 | Jeff Ford           | Sumisión (cross armbar)            | HDNF 1 - HD Net Fights             | 13 de octubre de 2007    | 1     | 1:44   | Dallas, Texas, Estados Unidos                 |                                                      |
| Victoria  | 10-4-2 | Ronald Jhun         | Decisión (unánime)                 | SB 17 - SuperBrawl 17              | 15 de abril de 2000      | 3     | 5:00   | Honolulú, Hawái, Estados Unidos               |                                                      |
| Victoria  | 9-4-2  | Masanori Suda       | TKO (puñetazos)                    | Shooto - Los Grandes Viajes 5      | 29 de agosto de 1998     | 3     | 4:48   | Tokio, Japón                                  |                                                      |
| Derrota   | 8-4-2  | Carlos Newton       | Sumisión (cross armbar)            | Vale Tudo Japan 1997               | 29 de noviembre de 1997  | 1     | 0:41   | Urayasu, Chiba, Japón                         |                                                      |
| Derrota   | 8-3-2  | Paul Jones          | Decisión (mayoritaria)             | Shooto - Reconquista 3             | 27 de agosto de 1997     | 3     | 5:00   | Tokio, Japón                                  |                                                      |
| Empate    | 8-2-2  | Paul Jones          | Empate                             | EF 4 - Extreme Fighting 4          | 28 de marzo de 1997      | 3     | 5:00   | Des Moines, Iowa, Estados Unidos              |                                                      |
| Victoria  | 8-2-1  | Stuart Harrison     | Sumisión (cross armbar)            | Shooto - Reconquista 1             | 18 de enero de 1997      | 2     | 2:28   | Tokio, Japón                                  | Defendiendo el Shooto Light Heavyweight Championship |
| Derrota   | 7-2-1  | Matt Hume           | TKO (corte)                        | EF 3 - Extreme Fighting 3          | 18 de octubre de 1996    | 3     | 0:44   | Tulsa, Oklahoma, Estados Unidos               |                                                      |
| Victoria  | 7-1-1  | Kenji Kawaguchi     | Sumisión (reverse toehold)         | Shooto - Vale Tudo Junction 3      | 7 de mayo de 1996        | 3     | 1:23   | Tokio, Japón                                  | Por el Shooto Light Heavyweight Championship         |
| Victoria  | 6-1-1  | Todd Bjornethun     | Sumisión (guillotine choke)        | Shooto - Vale Tudo Junction 1      | 20 de enero de 1996      | 2     | 0:26   | Tokio, Japón                                  |                                                      |
| Derrota   | 5-1-1  | James Warring       | TKO (parada del equipo)            | WCC 1 - First Strike               | 17 de octubre de 1995    | 1     | 16:08  | Charlotte, Carolina del Norte, Estados Unidos |                                                      |
| Victoria  | 5-0-1  | Sean McCully        | Sumisión (golpes)                  | WCC 1 - First Strike               | 17 de octubre de 1995    | 1     | 5:17   | Charlotte, Carolina del Norte, Estados Unidos |                                                      |
| Victoria  | 4-0-1  | Yasunori Okuda      | Sumisión (Kimura lock)             | Shooto - Vale Tudo Perception      | 26 de septiembre de 1995 | 1     | 0:44   | Tokio, Japón                                  |                                                      |
| Victoria  | 3-0-1  | Ben Spijkers        | Sumisión (guillotine choke)        | Shooto - Complete Vale Tudo Access | 29 de julio de 1995      | 5     | 0:38   | Saitama, Japón                                |                                                      |
| Victoria  | 2-0-1  | Kenji Kawaguchi     | Sumisión (cross armbar)            | Shooto - Vale Tudo Access 2        | 7 de noviembre de 1994   | 2     | 1:03   | Tokio, Japón                                  |                                                      |
| Empate    | 1-0-1  | Naoki Sakurada      | Empate                             | Shooto                             | 25 de noviembre de 1993  | 5     | 3:00   | Tokio, Japón                                  |                                                      |
| Victoria  | 1-0    | Kazuhiro Kusayanagi | Sumisión (inverted triangle choke) | Shooto                             | 24 de junio de 1993      | 3     | 1:46   | Tokio, Japón                                  |                                                      |